# Мурафська волость (Ямпільський повіт)
Мурафська волость — історична адміністративно-територіальна одиниця Ямпільського повіту Подільської губернії з центром у містечку Стара Мурафа.
Станом на 1885 рік складалася з 18 поселень, 26 сільських громад. Населення — 14 281 особа (6929 чоловічої статі та 7352 — жіночої), 1804 дворових господарства.
|                     | Площа, десятин | У тому числі орної, дес. |
| ------------------- | -------------- | ------------------------ |
| Сільських громад    | 13054          | 11214                    |
| Приватної власності | 7649           | 4701                     |
| Казенної власності  | 1032           | 54                       |
| Іншої власності     | 666            | 453                      |
| Загалом             | 22401          | 16422                    |

Основні поселення волості:
- Стара Мурафа — колишнє власницьке містечко при річці Мурафа за 50 верст від повітового міста, 2376 осіб, 324 дворових господарств, православна церква, костел, синагога, 2 єврейських молитовних будинки, лікарня, 18 постоялих дворів, 2 рейнських погреби, 8 постоялих будинків, винокурний завод, 43 лавки, 2 водяних млини, базари по п'ятницях і неділях.
- Деребчин — колишнє власницьке село при безіменній річці, 1690 осіб, 256 дворових господарств, 2 православні церкви, школа, 2 постоялих будинки, кузня, бурякоцукровий завод.
- Довжок — колишнє власницьке село при річці Мурафа, 923 особи, 140 дворових господарств, православна церква, школа, постоялий будинок, 2 водяних млини.
- Зведенівка — колишнє власницьке село при безіменній річці, 570 осіб, 94 дворових господарства, православна церква, постоялий будинок, поташний завод.
- Клекотина — колишнє власницьке село, 949 осіб, 148 дворових господарств, постоялий будинок, 2 водяних млини.
- Ксьондзівка — колишнє власницьке село при річці Ольшаниця, 727 осіб, 116 дворових господарств, православна церква, школа, постоялий будинок, 2 водяних млини, поташний завод.
- Мала Деребчинка — колишнє власницьке село при безіменній річці, 577 осіб, 96 дворових господарства, постоялий будинок.
- Мурафська Михайлівка — колишнє власницьке село, 957 осіб, 147 дворових господарств, православна церква, постоялий будинок, 2 водяних млини.
- Нова Мурафа — колишнє власницьке містечко при річці Мурафа, 1300 осіб, 210 дворових господарств, 2 православні церкви, 2 єврейських молитовних будинки, 3 постоялих двори, 2 постоялих будинки, 2 водяних млини, ярмарки через 4 тижні.
- Попелівка — колишнє власницьке село, 660 осіб, 110 дворових господарств, православна церква, школа, постоялий будинок, поташний завод.
- Юліямпіль — колишнє власницьке село, 301 особа, 36 дворових господарств, 2 постоялих двори, постоялий будинок, базари через 2 тижні.

Старшинами волості були:
- 1904 року — Онаній Прокопович Просянюк[2];